# تسبولیتسه دوژه
تسبولیتسه دوژه (به لهستانی:  Cybulice Duże) یک روستا در لهستان است که در گمینا چوسنوو واقع شده‌است.